# Cixius perturbata
Cixius perturbata är en insektsart som beskrevs av Walker 1870. Cixius perturbata ingår i släktet Cixius och familjen kilstritar. Inga underarter finns listade i Catalogue of Life.